# Regionales Schutzgebiet Bosques Secos del Marañón
Das Regionale Schutzgebiet Bosques Secos del Marañón (span. Área de Conservación Regional Bosques Secos del Marañón) befindet sich in der Region Cajamarca in Nordwest-Peru. Bosques Secos heißt ins Deutsche übersetzt „Trockenwälder“. Das Schutzgebiet wurde am 13. Mai 2021 durch das Dekret D.S. Nº 007-2021-MINAM eingerichtet. Die Regionalregierung von Cajamarca ist die für das Schutzgebiet zuständige Behörde. Das Schutzgebiet besitzt eine Größe von 217,95 km². Es dient der Erhaltung eines Waldgebietes am oberen Río Marañón.

## Lage
Die Ökoregion der Trockenwälder erstreckt sich entlang beider Talhänge des oberen Río Marañón über eine Fläche von 3730 km² und liegt in Höhen zwischen 600 und 1200 m. Das regionale Schutzgebiet liegt in den Distrikten Sitacocha der Provinz Cajabamba und José Sabogal der Provinz San Marcos im äußersten Südosten der Region Cajamarca. Das Schutzgebiet ist in zwei Teilgebiete (Sektoren) aufgeteilt, die sich entlang dem Westhang des Marañón-Tales erstrecken und durch einen schmalen Korridor voneinander getrennt sind. Der nördliche Sektor A hat eine Fläche von 102,29 km², der südliche Sektor B hat eine Fläche von 115,65 km². Die Längsausdehnung in NNW-SSO-Richtung beträgt 45 km.
Das Areal lässt sich durch folgende Koordinaten grob definieren:
(, 
,
,
,
, 
,
,
,
).

## Ökologie
Das Schutzgebiet dient Erhaltung einer Páramo-Landschaft in der Region Cajamarca.